# Trigonopterus kakimerah
Trigonopterus kakimerah – gatunek chrząszcza z rodziny ryjkowcowatych i podrodziny krytoryjków.

## Taksonomia
Gatunek ten opisany został po raz pierwszy w 2021 roku przez Radena P. Narakusumo i Alexandra Riedela na łamach „ZooKeys”. Jako miejsce typowe wskazano górę Pompangeo w Matako kabupatenie Tojo Una-Una w indonezyjskiej prowincji Celebes Środkowy. Epitet gatunkowy oznacza po indonezyjsku „czerwone nogi”.

## Morfologia
Chrząszcz o ciele długości od 2,3 do 2,4 mm, wysklepionym, w zarysie prawie jajowatym ze słabym przewężeniem między przedpleczem a pokrywami, ubarwionym czarno z rdzawymi czułkami i odnóżami. Ryjek samca zaopatrzony jest w ograniczoną do nasadowej połowy listewkę środkową i parę listewek przyśrodkowych. Powierzchnia przedplecza jest oprócz linii środkowej gęsto punktowana. Pokrywy mają nieregularne, drobne punktowanie, zaznaczone rzędy, a w ósmym z nich na barku pięć punktów grubych. Listewki przednio-brzuszne na udach przedniej i środkowej pary są karbowane, na tych pary tylnej zaś skrócone do formy tępego ząbka. Tylna para odnóży ma na udach przedwierzchołkową łatkę strydulacyjną. Genitalia samca mają prącie o bokach prawie równoległych, szczycie zaokrąglonym, a endofallusie wyposażonym w parę podłużnych sklerytów. Aparat przenoszący jest biczykowaty i poskręcany, a przewód wytryskowy nie ma bulbusa.

## Ekologia i występowanie
Ryjkowiec ten zasiedla górskie lasy. Spotykany jest na rzędnych od 1800 do 1900 m n.p.m. Bytuje na listowiu roślinności.
Owad orientalny, endemiczny dla Celebesu, znany tylko z lokalizacji typowej w prowincji Celebes Środkowy.